# Kırktepe, Kaynarca
Kırktepe là một xã thuộc huyện Kaynarca, tỉnh Sakarya, Thổ Nhĩ Kỳ. Dân số thời điểm năm 2008 là 210 người.